# Frank Raschke
Frank Raschke (* 1964) ist ein deutscher Jazzpianist, Akkordeonist und Komponist.

## Leben und Wirken
Raschke studierte an der Hochschule für Musik Hanns Eisler in Berlin Waldhorn, Klavier und Komposition. 1985 dirigierte er die Berliner Bigband-Variation bei den 1. Jazztagen der DDR (Mitschnitt auf Amiga). Danach tourte er fünfzehn Jahre mit der 1987 gegründeten Jazz-Big-Band „Vielharmonie“, deren Komponist und Leiter er war, durch Europa. 
Raschke schrieb und schreibt u. a. im Auftrag der Berliner Symphoniker, der Staatskapelle Berlin, des Theaters des Westens Kammermusiken, Chorwerke und Orchestermusiken. Von 1993 bis 2000 war er am Deutschen Theater Berlin tätig. Unter anderem in den Inszenierungen „Der Kyklop“ (Regie: Friedo Solter) und „Die Dreigroschenoper“ (Regie: Alexander Lang). Neben seiner künstlerischen Tätigkeit unterrichtete er auch kontinuierlich an verschiedenen Hochschulen. So war er unter anderem für die Inszenierungen der Hochschule für Schauspielkunst „Ernst Busch“ Berlin am BAT-Studiotheater „Die zehn Gebote“ und „Die lustigen Nibelungen“ (beide Regie: Robert Borgmann) musikalisch verantwortlich. Mit der "Mecklenburgischen Bläserakademie", einem Projekt der von Daniel Barenboim mitbegründeten Kooperation zwischen der Staatsoper Berlin und der Hochschule für Musik und Theater Rostock erarbeitete und veröffentlichte Frank Raschke u. a. "French Desire to the North". Weitere Veröffentlichungen sind u. a. "From Bigband to Bigpop" mit dem "Vielharmonieorchestra", die CD-Produktionen seines Klavierduos "Double Attack" (gemeinsam mit seinem Bruder Guido Raschke), des Kammerensembles der Staatsoper Berlin, des Bläserquintetts der Staatskapelle Berlin, des Jugend-Sinfonie-Orchesters Neustrelitz, der Berliner Festspiel Jazztage, des "Trio d‘ anches de Berlin" und die Produktionen "fünf + drei" der Jazzy Woodwinds. Raschke ist zudem Gründer des "Quer-Beat-Jazz-Quartetts" und seit 2015 Spiritus rector, Komponist und Texter der Schauspielbrigade Leipzig.
Seit 2016 ist Raschke Professor für Liedgestaltung am Schauspielinstitut "Hans Otto" der Hochschule für Musik und Theater Leipzig.

## Theater/Musik (weitere Auswahl)
- Szenische Musiken zu einem Musical, Filmtheater Kosmos Berlin
- Weine nicht – Ein Skinheadstück, Deutsches Theater Berlin (Bühnenmusik)
- Bockwurst, Bier und Opernboogie mit Felix Defér, Anhaltinisches Theater Dessau (Regie)
- Der gestiefelte Kater, Theater der jungen Generation Dresden (Bühnenmusik)
- The kill till Musette Projekt, Staatsoper Berlin
- Ausgehen 1-3, Schauspiel Köln (Bühnenmusik)
- Hermannsschlacht, Theater Bielefeld (Bühnenmusik)
- Faust I, Theater Bielefeld (Bühnenmusik)
- Sonnenallee, Sommertheater der HMT Leipzig
- Hair, Sommertheater der HMT Leipzig

## Diskographische Hinweise
- Vielharmonie Orchestra: From BeBand to BigBop (1990), LP
- Vielharmonie Orchestra: More like Brahms (1991), LP
- Vielharmonie + RBT String Orchestra: Round Midnight (1993), CD
- Double Attack: Pictures In Black & White (2001), mit Guido Raschke, CD
- Hinaus ins Blaue mit Neo Kaliske, CD
- Die Schauspielbrigade Leipzig singt Gundermann, Doppelalbum